# Krystyna Czerni

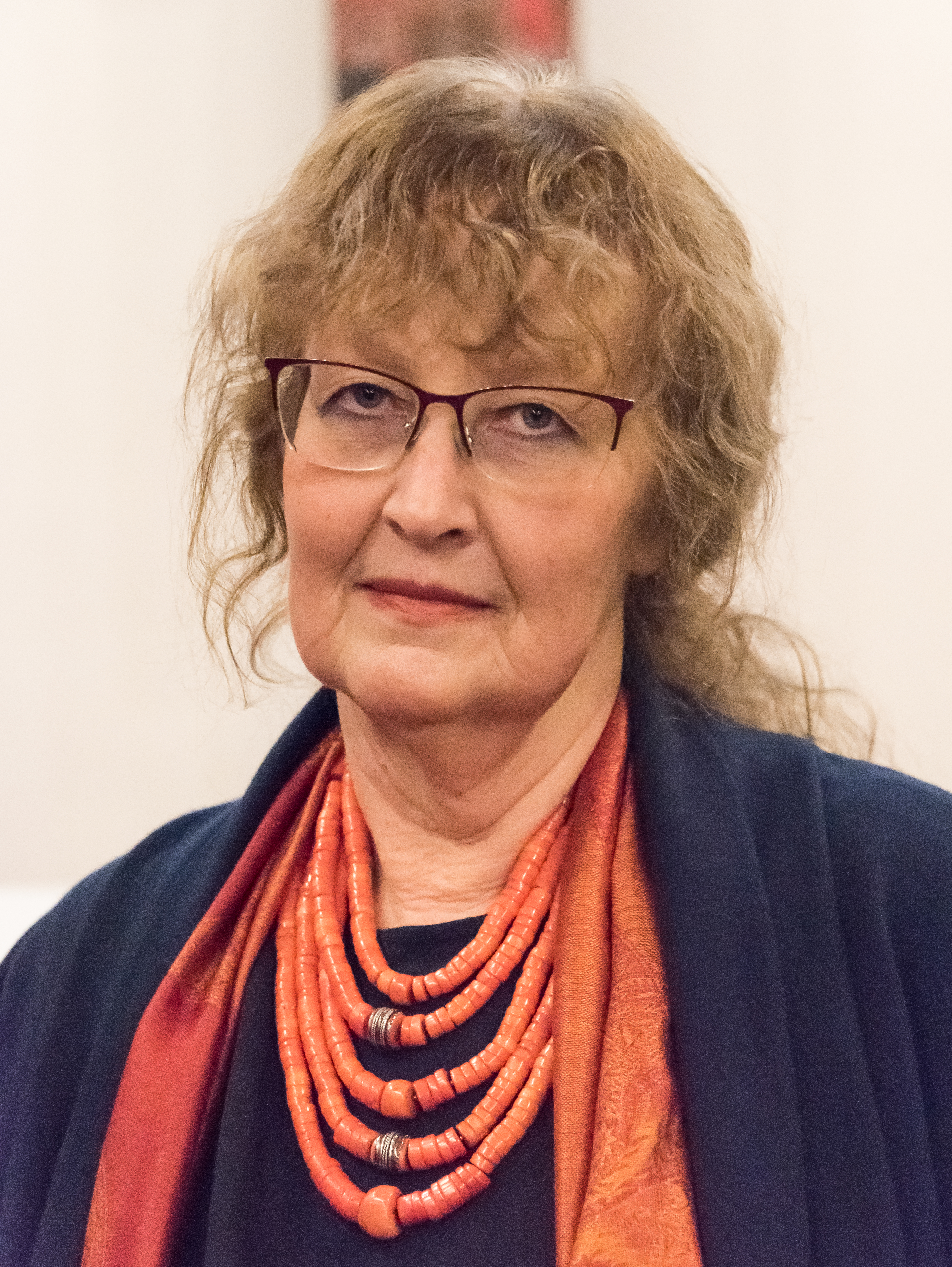
Krystyna Czerni, 2023

Krystyna Czerni (* 14. Dezember 1957 in Gliwice) ist eine polnische Kunstkritikerin und Kunsthistorikerin. In ihren wissenschaftlichen Untersuchungen beschäftigt sie sich vorwiegend mit der polnischen Kunst des 20. Jahrhunderts und insbesondere mit Jerzy Nowosielski.

## Leben
Czerni studierte Kunstgeschichte an der Jagiellonen-Universität in Krakau. Von 1976 bis 1977 arbeitete sie in der Jagiellonen-Bibliothek. Anschließend engagierte sie sich für unabhängige Untergrundverlage und wurde mehrmals festgenommen und verhört. Von 1983 bis 1992 arbeitete sie am Institut für Kunstgeschichte der Jagiellonen-Universität. Von 1994 bis 2002 arbeitete sie für TVP Kraków und daneben von 1995 bis 1997 als Redakteurin des Verlags Znak. Seit 1997 arbeitet sie erneut am Institut für Kunstgeschichte der Jagiellonen-Universität. Dort promovierte sie 2017 mit der Arbeit Koncepcja sztuki sakralnej Jerzego Nowosielskiego (Konzeption der Sakralkunst von Jerzy Nowosielski).
Sie publizierte zahlreiche Artikel in den Zeitschriften Kontakt, Znak, Tygodnik Powszechny, Odra, Res Publica, Kresy, Wielcy Malarze und Przekrój.

## Publikationen (Auswahl)
- Nie tylko o sztuce. Rozmowy z profesorem Mieczysławem Porębskim, 1992
- Rezerwat sztuki. Tropami artystów polskich XX wieku, 2000
- Tadeusz Kantor. Malarstwo i teatr, przewodnik po twórczości artysty, 2002
- Nowosielski, 2006
- Nietoperz w świątyni. Biografia Jerzego Nowosielskiego, 2011
- Sztuka po końcu świata, 2012

## Auszeichnungen und Nominierungen
- 2007: Ritterorden Polonia Restituta
- 2012: Kazimierz-Wyka-Preis
- 2012: Nomierierung für den Nike-Literaturpreis mit Nietoperz w świątyni. Biografia Jerzego Nowosielskiego
- 2012: Nomierierung für den Literaturpreis Gdynia in der Kategorie Essayistik mit Nietoperz w świątyni. Biografia Jerzego Nowosielskiego